# Mönchgut

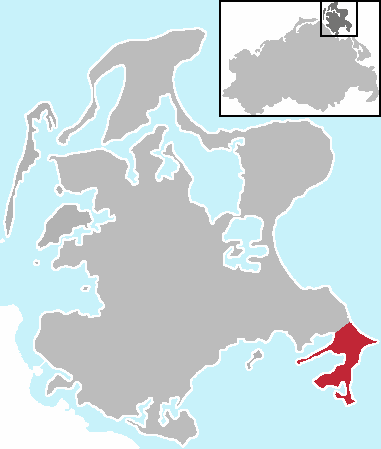
Mönchgut (màu đỏ)

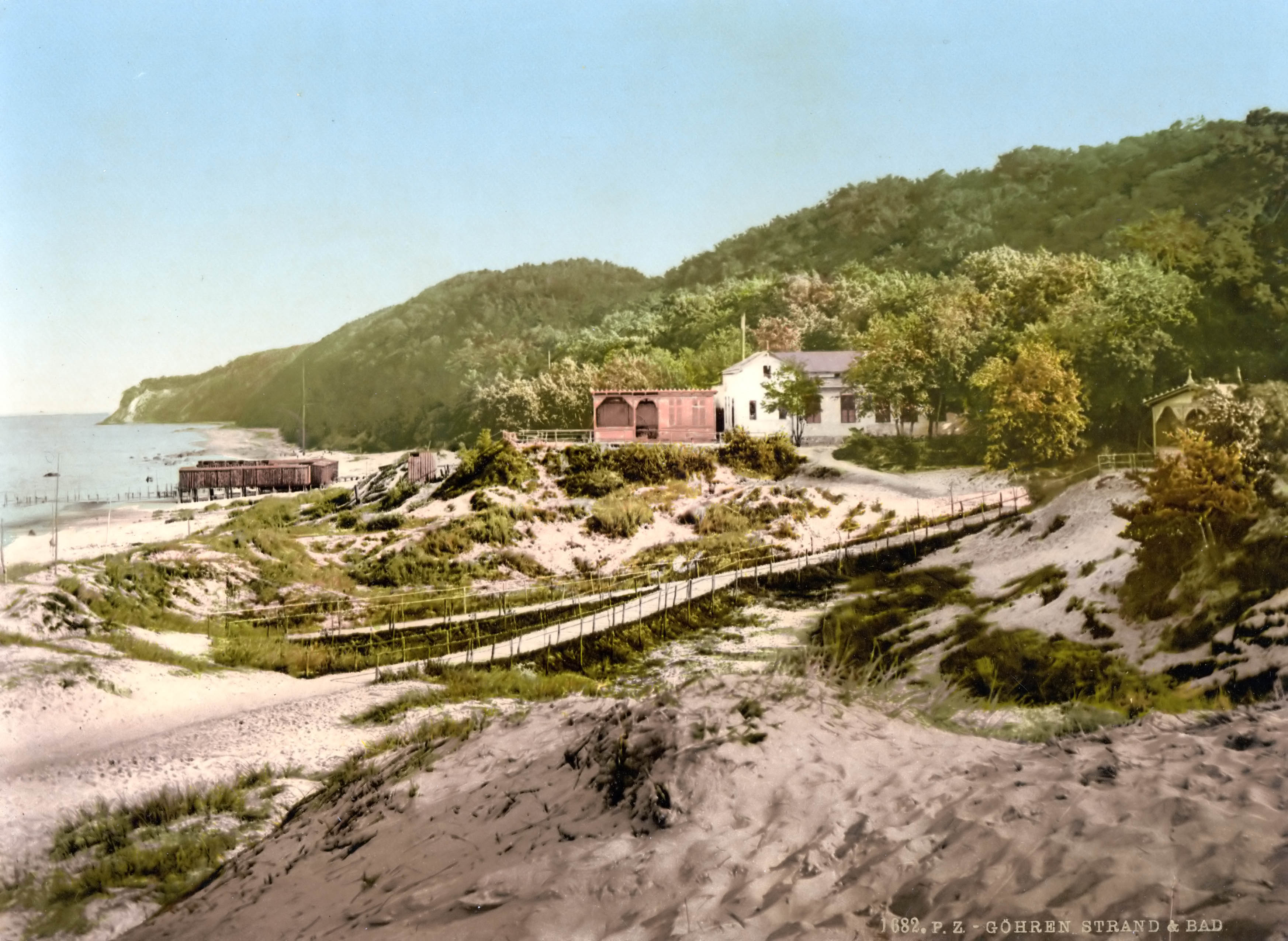
Bưu thiếp lịch sử từ Bãi biển Gôrren, khoảng năm 1890-1900

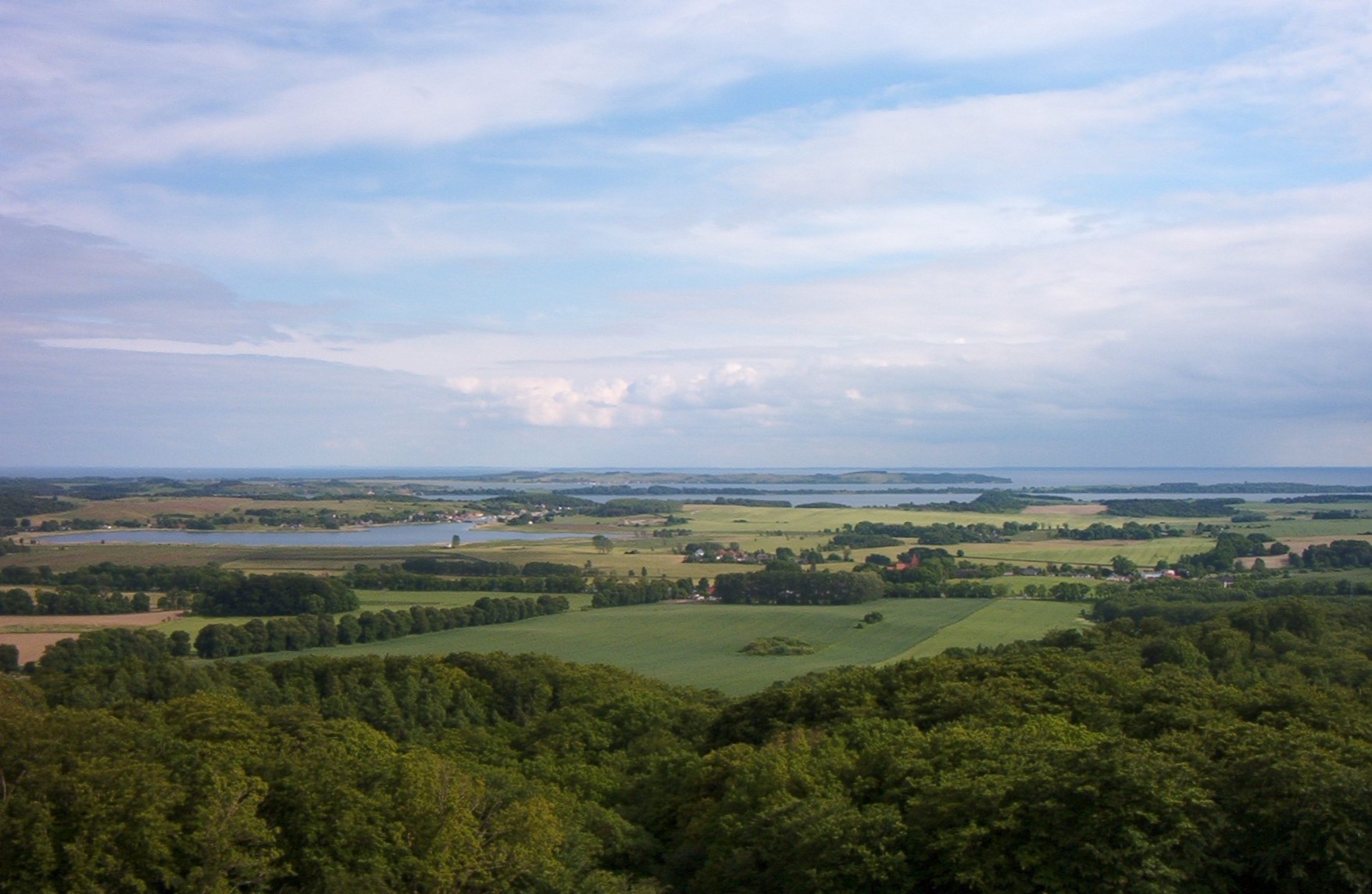
Phong cảnh Mönchgut nhìn từ Granitz Hunting Lodge trên đỉnh một ngọn đồi

Mönchgut (Monk's Estates trong tiếng Đức) là một bán đảo rộng 29,44 km2 với 6600 cư dân ở phía đông nam đảo Rügen ở Mecklenburg-Western Pomerania, Đức. Nó nằm ngay giữa Greifswalder Bodden và phần còn lại của biển Baltic. Mönchgut chứa các quận của Gothren và Thiessow; bán đảo là một phần của khu vực hành chính Mönchgut-Granitz. Nó cũng là một phần của Khu dự trữ sinh quyển Südost-Rügen. 

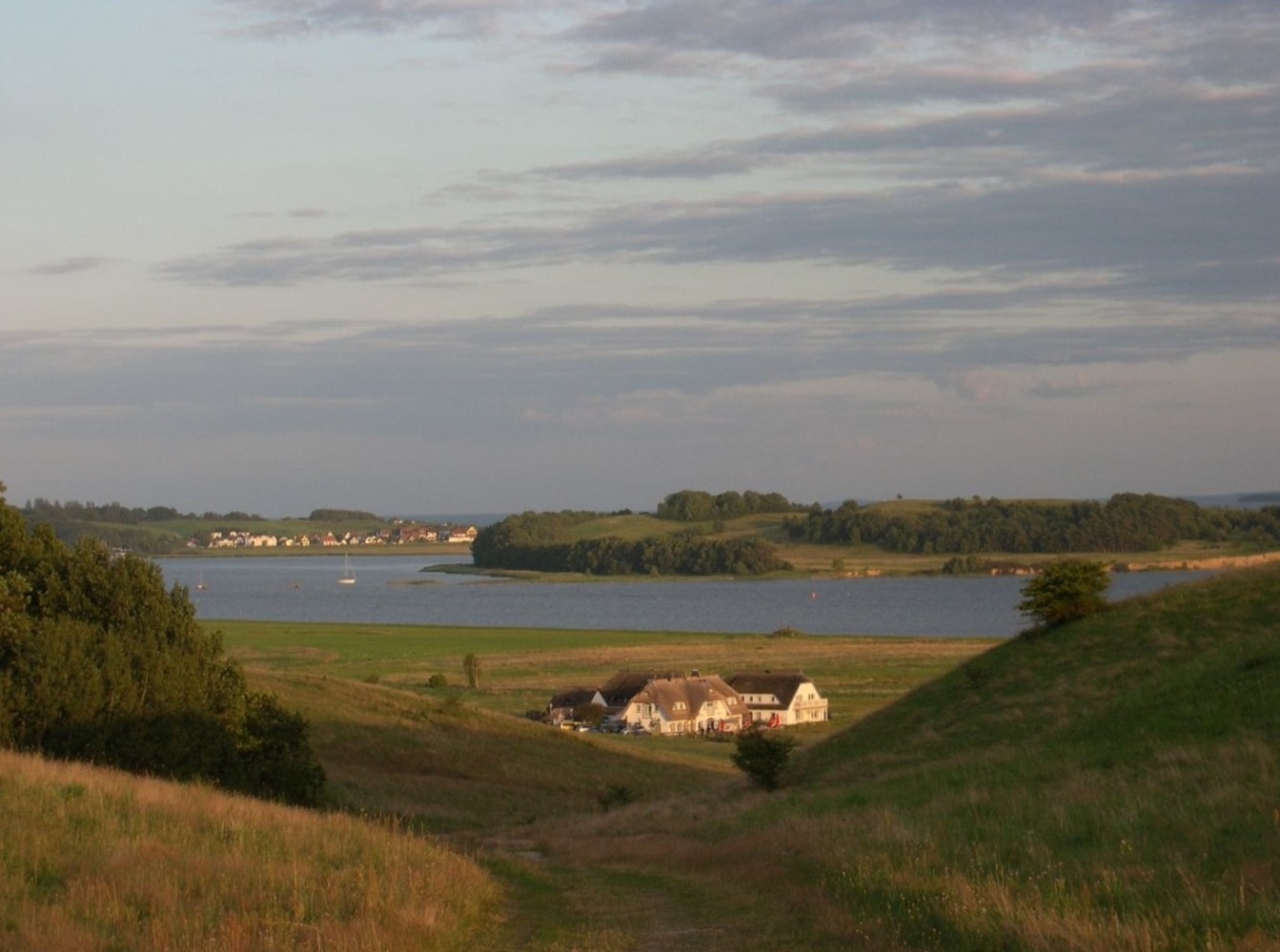
Phong cảnh đặc trưng của Mönchgut

Tên dịch các bất động sản của các nhà sư. Năm 1252, Jaromar II, Hoàng tử Rügen đã bán khu vực này cho các tu sĩ Cistercian của Eldena Abbey, được thành lập bởi một trong những người tiền nhiệm của ông, Jaromar I, Hoàng tử Rügen vào năm 1199 vào thời điểm đó cũng thuộc về Công quốc Rügen của Đan Mạch. Để tách biệt tài sản của các nhà sư khỏi phần còn lại của hòn đảo, một con mương đã được đào giữa Baabe và Sellin, được gọi là Mönchsgraben ("mương của nhà sư"). Ngày nay, một cánh cổng gỗ lớn được xây dựng trên cây cầu bắc qua Mönchsgraben đánh dấu lối vào bán đảo Mönchgut.
Bán đảo bao gồm một số vùng đất như Reddevitzer Höft, Kleiner Zicker và Großer Zicker. Vịnh giữa các mũi đất được gọi là Having. Ngoài khơi về phía đông của bán đảo là hòn đảo Greifswalder Oie.
Trong khi người dân trong khu vực trước đó đã hỗ trợ họ thông qua các hoạt động đánh bắt cá và biển, ngày nay, khu vực này chủ yếu hướng đến du lịch. Một điểm thu hút chính là bảo tàng lịch sử địa phương ở Göhren, một bảo tàng ngoài trời nằm trên các khu định cư lịch sử. Ở đây cũng có một màn trình diễn trang phục công phu của địa phương, mà Mönchgut nổi tiếng.
Năm 1806, Gustav IV Adolf của Thụy Điển bắt đầu xây dựng thị trấn Gustavia trên bán đảo, nhưng phải từ bỏ dự án khi Pháp chiếm Mönchgut trong Chiến tranh Napoléon.
Mönchgut cũng có nhà ga cuối cùng của tuyến đường sắt khổ hẹp Rasender Roland.